# 플라이두바이
플라이두바이(영어: Flydubai, 아랍어: فلاي دبي)는 아랍에미리트의 저비용 항공사로 두바이 국제공항이 허브 공항으로 2008년에 설립되어 2009년부터 취항을 시작했으며 본사는 아랍에미리트 두바이 두바이 국제공항에 위치해 있다.

## 보유 기종
- 2019년 11월 기준으로 플라이두바이는 다음과 같은 기종을 보유하고 있으며 평균 기령은 3.5년이다.[2][3]

## 사건 및 사고
- 플라이두바이 981편 추락 사고